# Germaniawerft
Friedrich Krupp Germaniawerft byla německá loděnice působící v Kielu. Patřila mezi významné stavitele válečných lodí pro Německé císařské námořnictvo za první světové války a Kriegsmarine za druhé světové války. Mimo jiné byla předtím stavitelem německých ponorek. Plavidla dodávala i civilnímu sektoru. Původní loděnice byla založena roku 1867 jako Norddeutsche Schiffbaugesellschaft. Zkrachovalá společnost se roku 1882 změnila na Schiff und Maschinenbau AG Germania. Roku 1896 ji koupil koncern Krupp. Roku 1902 loděnice dostala jméno Friedrich Krupp Germaniawerft. Roku 1945 byla loděnice zrušena. Činnost obnovila roku 1968 jako Howaldtswerke-Deutsche Werft.

## Historie

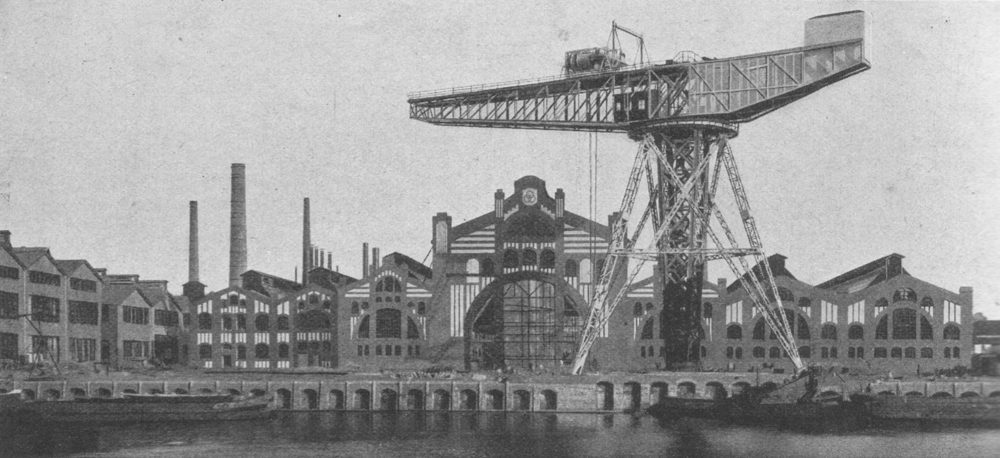
Loděnice v roce 1902

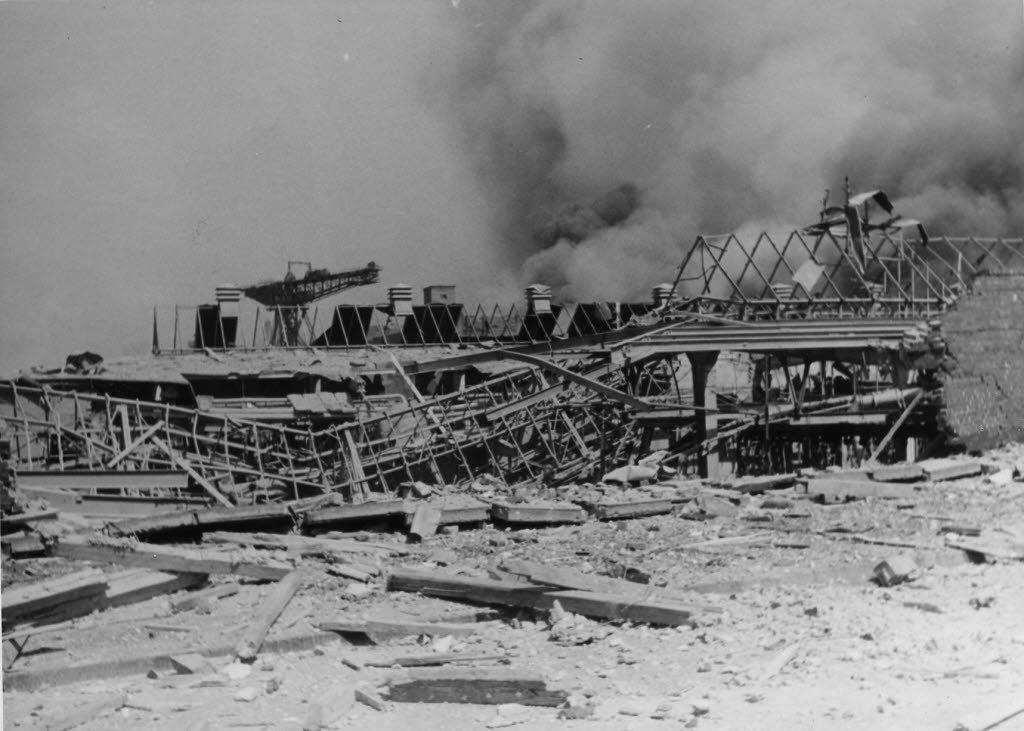
Nálet na loděnici 14. května 1943

Roku 1867 loděnici založil Lloyd Foster v Kielu pod názvem Norddeutsche Schiffbaugesellschaft AG. Jeho cílem byla stavba civilních i vojenských plavidel. Loděnice mimo jiné postavila první německou císařskou jachtu Hohenzollern. Roku 1882 se loděnice dostala do finančních potíží a změnila se na firmu Schiff und Maschinenbau Germania. Dobré jméno si získala mimo jiné svými torpédovými čluny. Přesto společnost nijak zvlášť neprosperovala a v roce 1896 ji převzala společnost Krupp, jejíž majitel Friedrich Alfred Krupp se o stavbu lodí velmi zajímal. V letech 1898–1902 byla loděnice významně rozšířena a modernizována. V roce 1902 navíc získala nové jméno Friedrich Krupp Germaniawerft.
V letech 1902–1904 loděnice a španělský inženýr Raimundo Lorenzo de Equevilley Montjustín vyvinuli ponorku Forel, kterou zakoupilo ruské carské námořnictvo a následně objednalo další tři jednotky vylepšené třídy Karp. Německé námořnictvo v reakci na to objednalo vlastní ponorku SM U 1. Loděnice Germaniawerft se od té doby intenzivně věnovala vývoji a stavbě ponorek. V období první světové války jich německému námořnictvu dodala celkem osmdesát kusů. Dále byla významným dodavatelem německých bitevních lodí, křižníků a torpédoborců.
V období druhé světové války loděnice německému námořnictvu dodala celkem 131 ponorek různých typů, přičemž další zůstaly nedokončeny. Kromě toho postavila i těžký křižník Prinz Eugen, několik torpédoborců, nebo miniponorky typů Hecht a Seehund. Po skončení druhé světové války byla loděnice zrušena.

## Plavidla

### Bitevní lodě

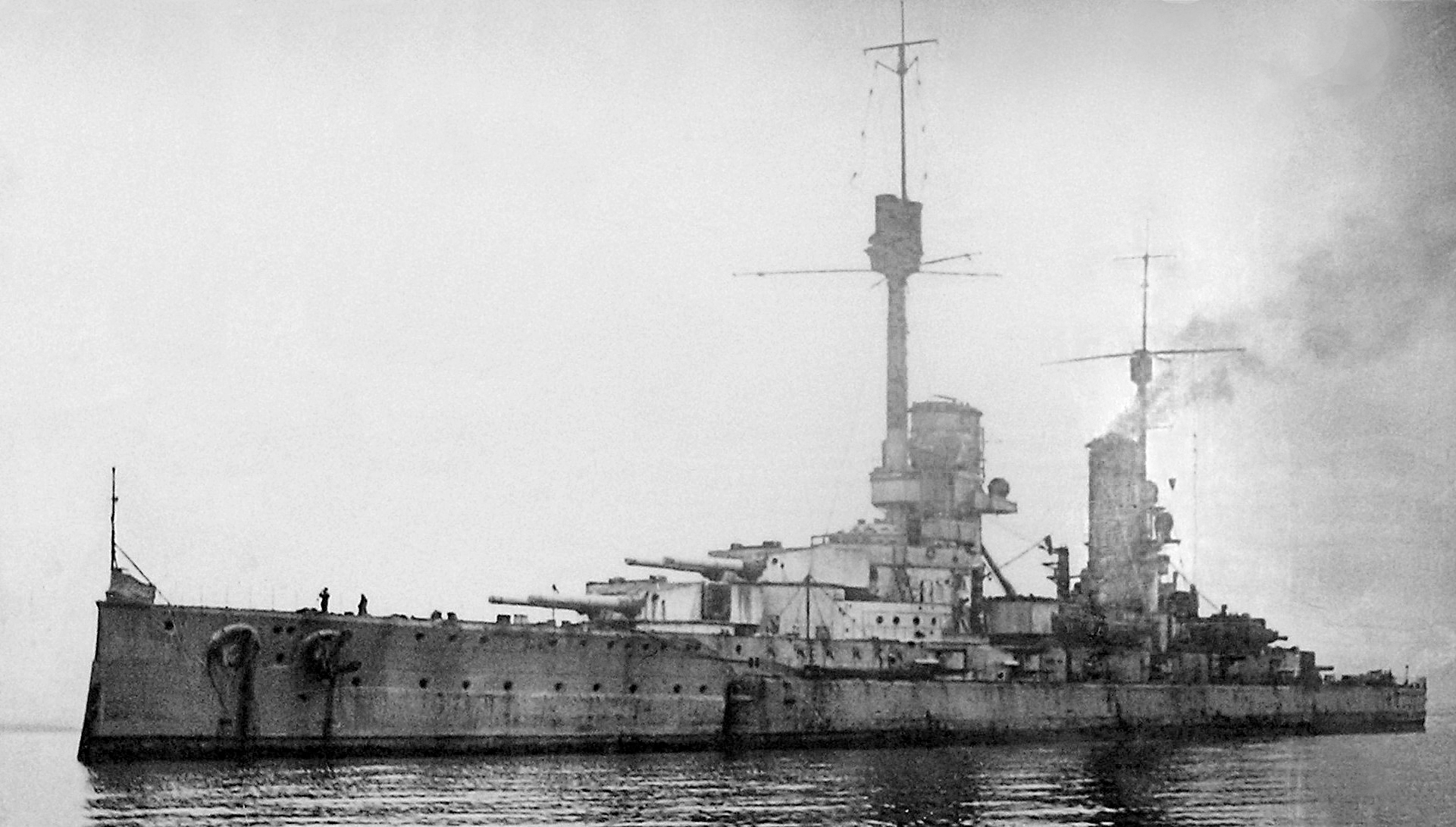
Kronprinz

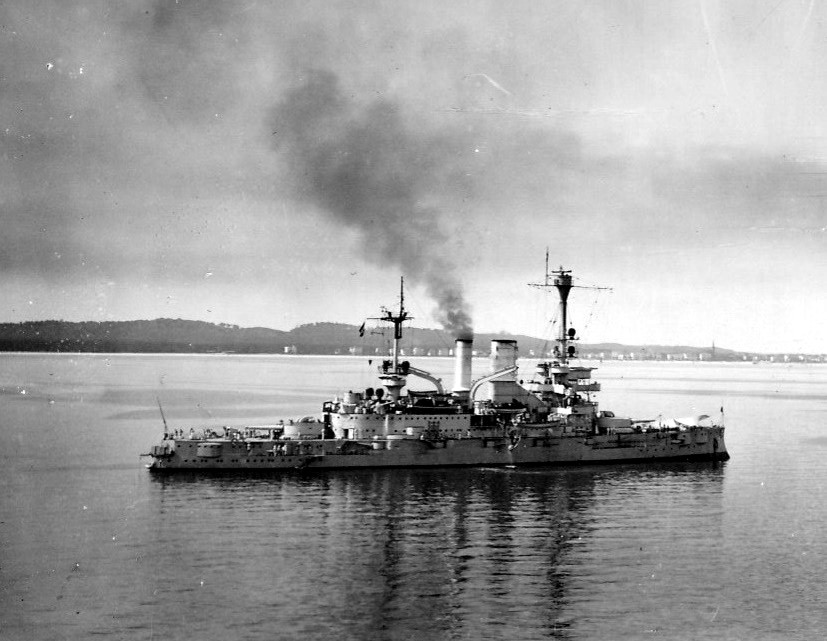
Schleswig-Holstein

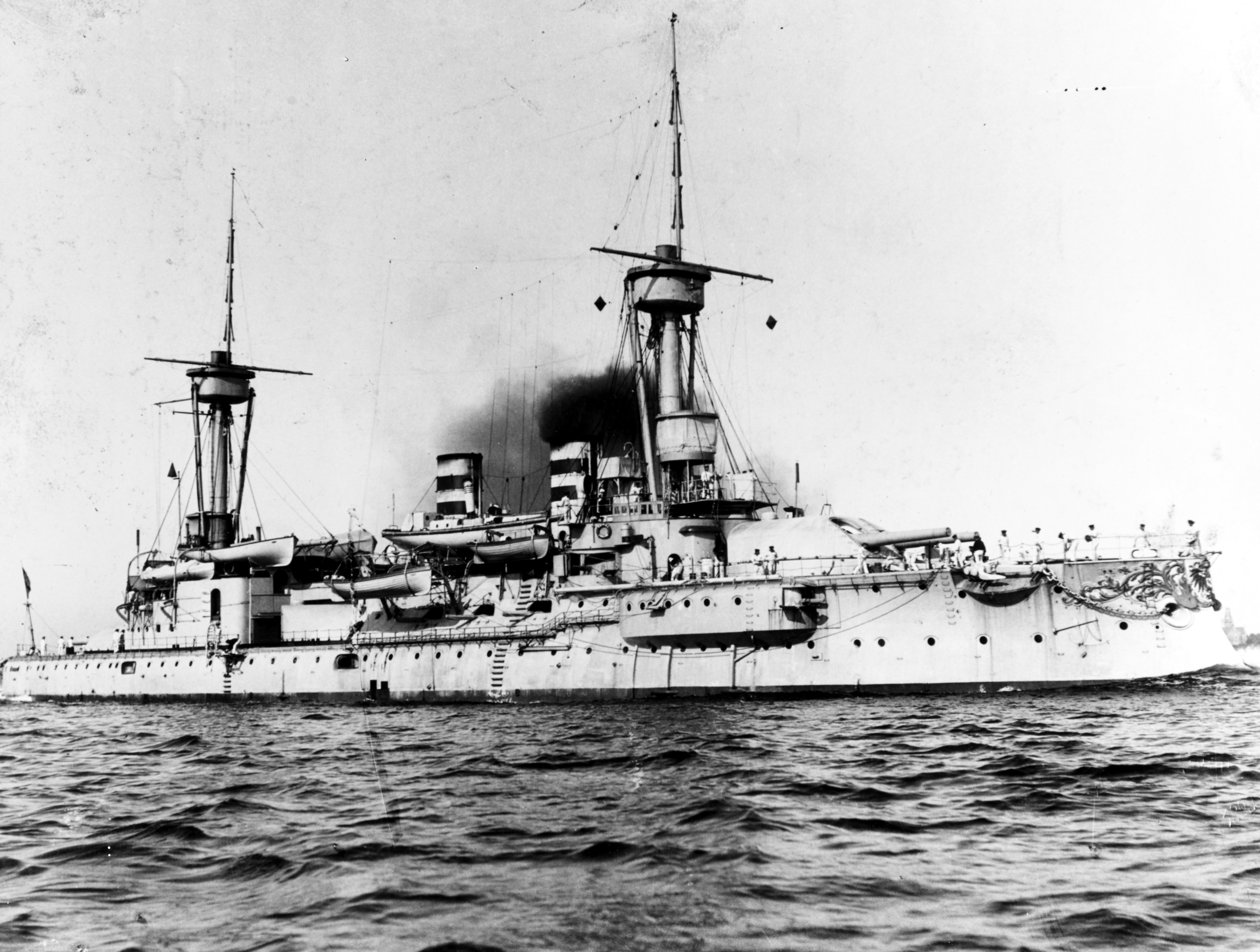
Wörth

- Třída Bayern
  - Sachsen (nedokončena)

- Třída König
  - Kronprinz

- Třída Kaiser
  - Prinzregent Luitpold

- Třída Nassau
  - Posen

- Třída Deutschland
  - Deutschland
  - Schleswig-Holstein

- Třída Braunschweig
  - Braunschweig
  - Hessen

- Třída Wittelsbach
  - Zähringen

- Třída Kaiser Friedrich III.
  - Kaiser Wilhelm der Große

- Třída Brandenburg
  - Wörth

- Třída Siegfried
  - Siegfried

### Bitevní křižníky
- Třída Ersatz Yorck
  - Ersatz Gneisenau – stavba zrušena

### Křižníky

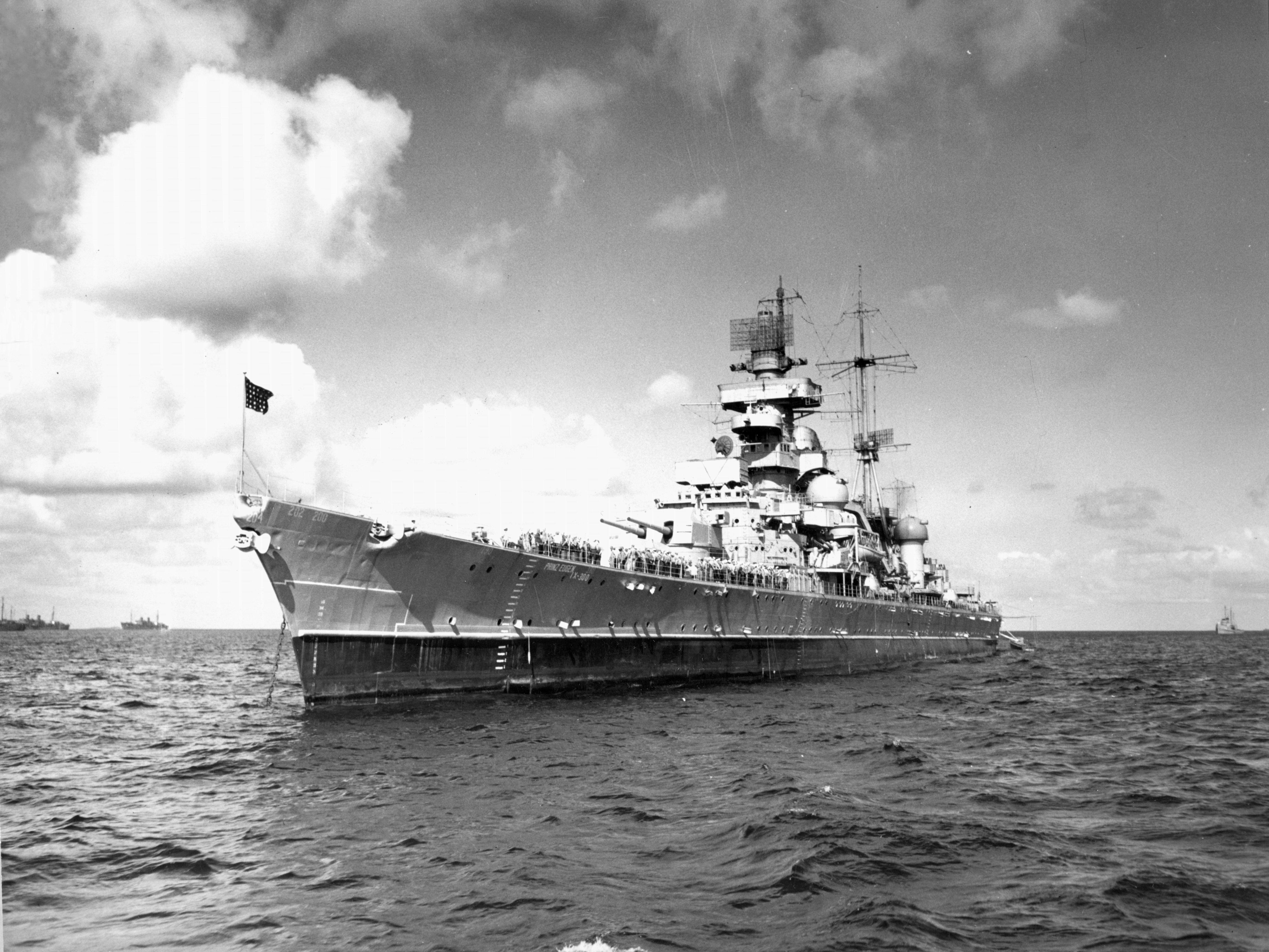
Prinz Eugen

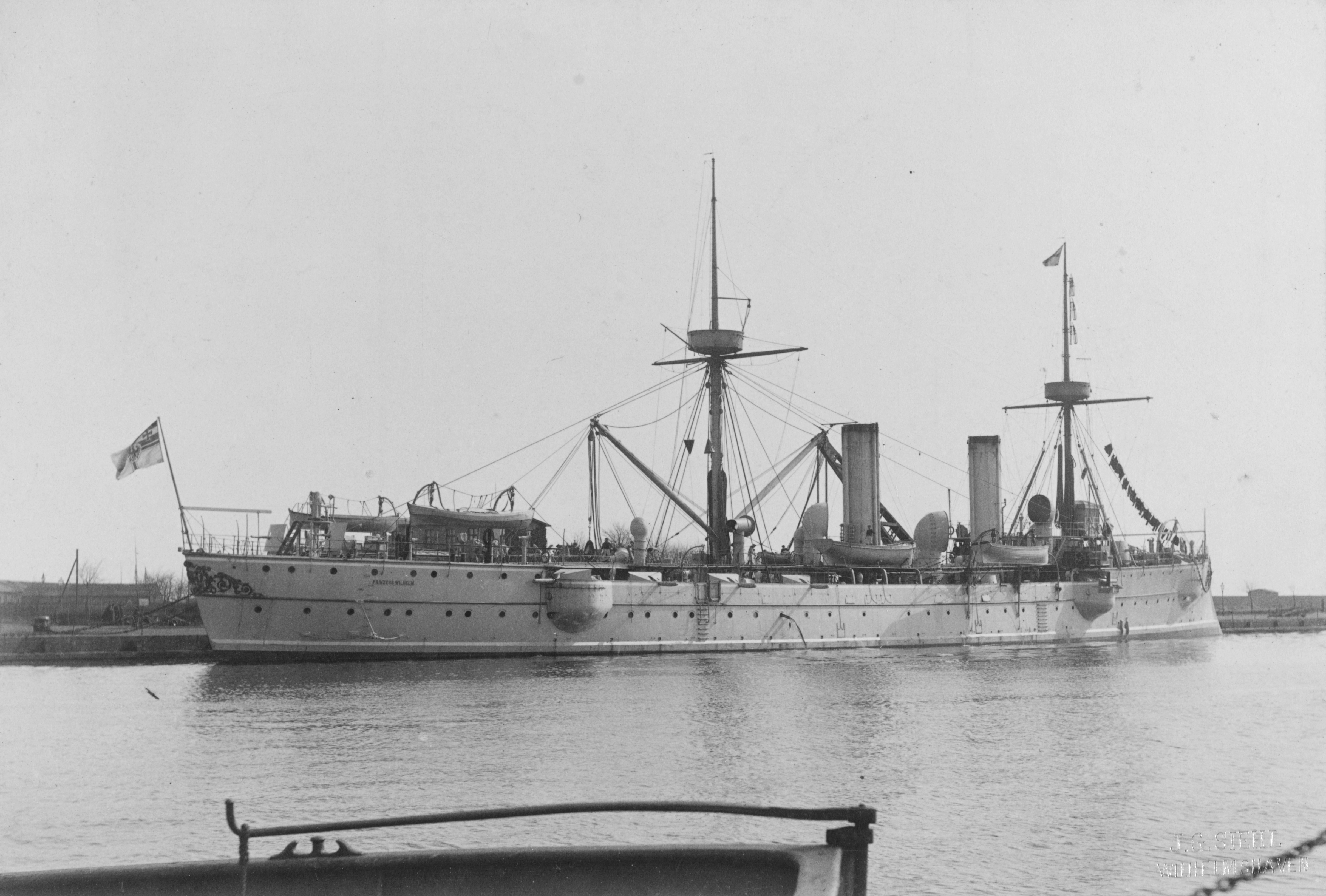
Prinzeß Wilhelm

- Třída Admiral Hipper
  - Prinz Eugen

- Spähkreuzer 1938 – stavba zrušena
- Třída M – stavba zrušena

- Třída Karlsruhe
  - Karlsruhe

- Třída Kolberg
  - Cöln

- Třída Gazelle
  - Gazelle
  - Nymphe
  - Amazone

- SMS Kaiserin Augusta

- Třída Irene
  - Prinzeß Wilhelm

- Askold – ruské námořnictvo

### Torpédoborce
- Zerstörer 1936A (Mob) (3 ks)
- Zerstörer 1934A (5 ks)
- Třída G 148 (3 ks, nedokončeny)
- Třída G 119 (3 ks, nedokončeny)
- Třída G 101 (4 ks)
- SMS G 96
- Třída G 85 (11 ks)
- Třída G 37 (6 ks)
- Třída G 7 (6 ks)
- Třída G 192 (6 ks)
- Třída G 174 (2 ks)
- SMS G 173
- Třída G 169 (4 ks)
- Třída S 138 (12 ks)
- SMS G 137
- Třída G 132 (5 ks)
- Třída G 108 (6 ks)

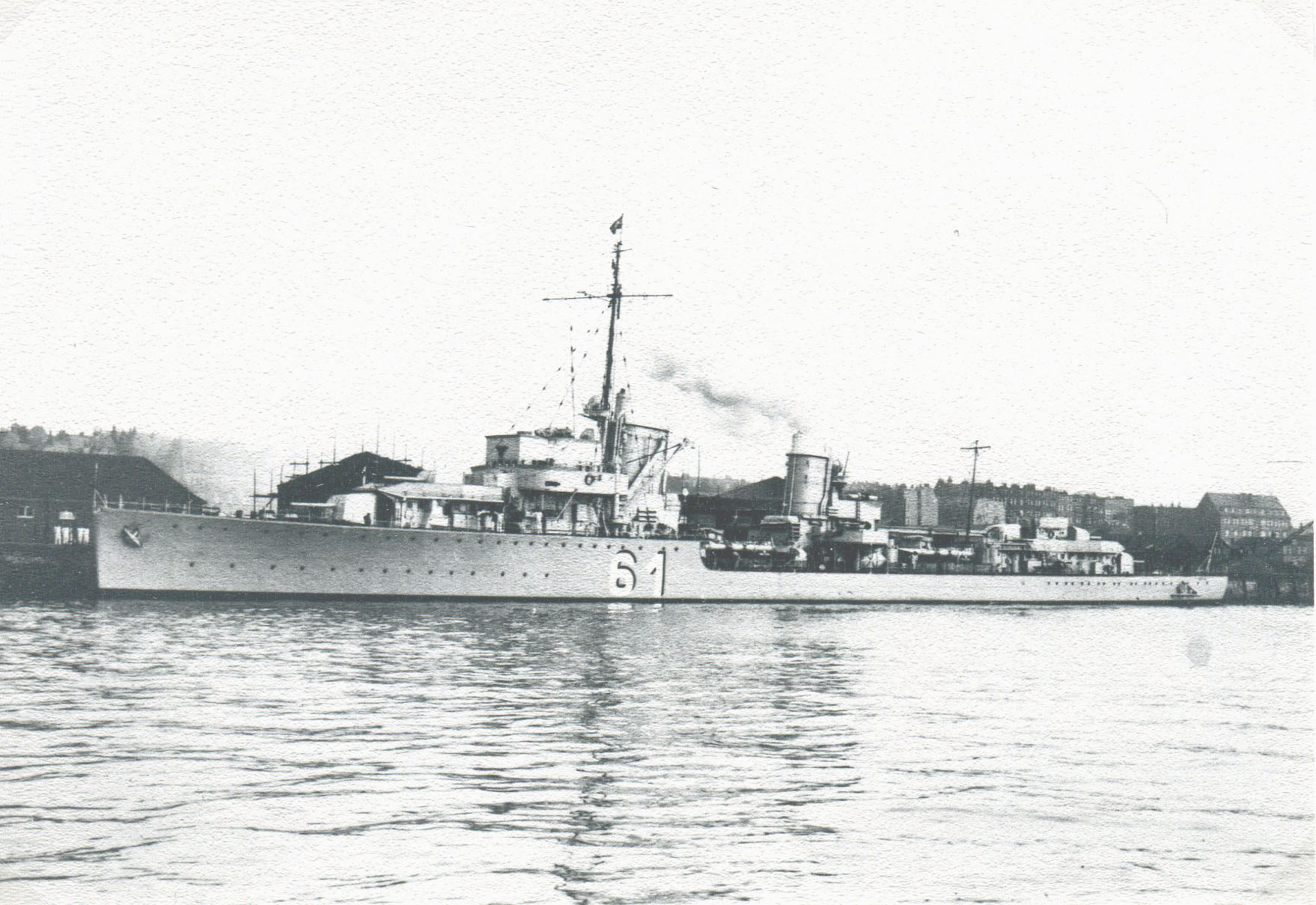
Z 9 Wolfgang Zenker patřící k typu Zerstörer 1934A

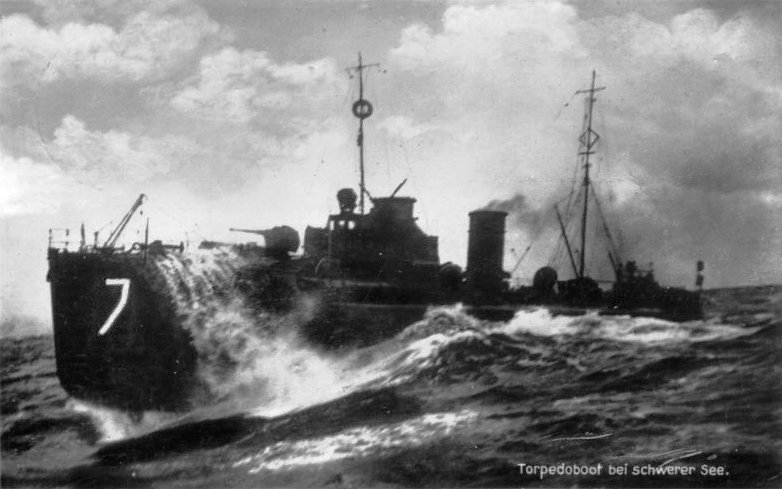
SMS G 7

- Třída Catamarca (2 ks) – argentinské námořnictvo
- Třída Gajdamak (2 ks) – ruské námořnictvo

### Ponorky
- Typ XXIII
- Typ XVIII (2 ks, nedokončeny)

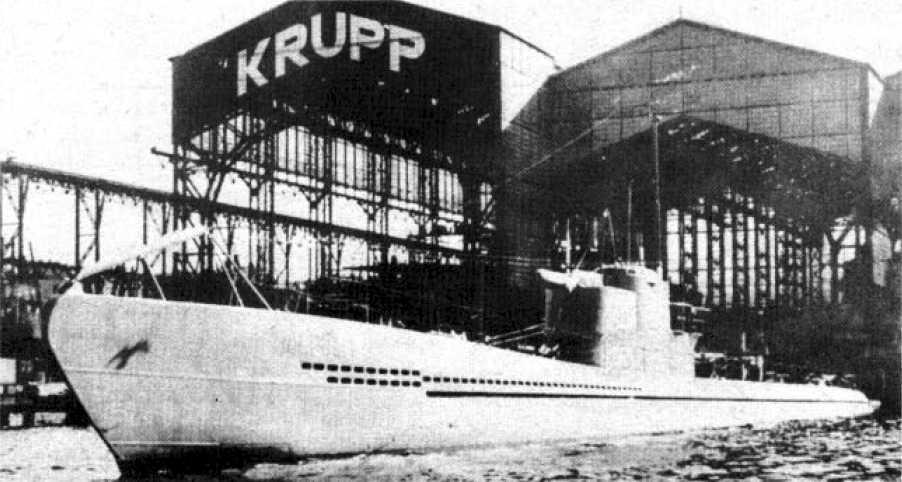
Turecká ponorka Saldiray

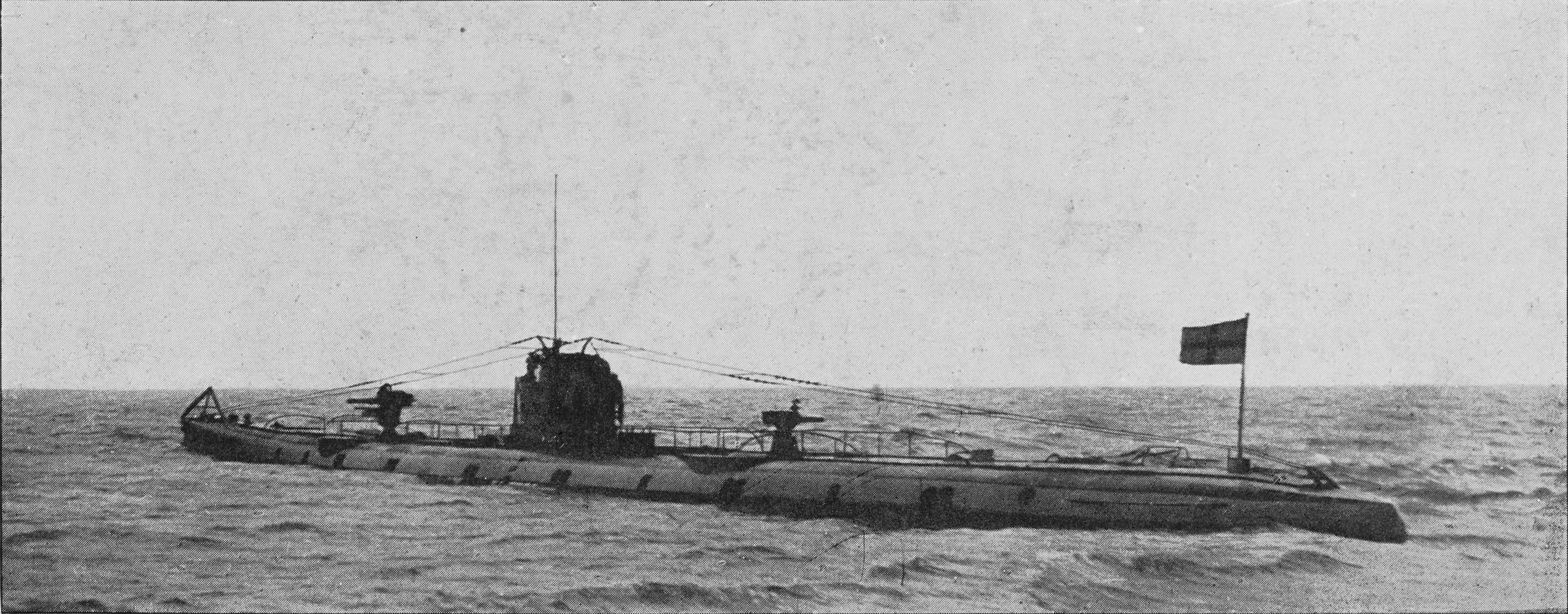
SM U 110

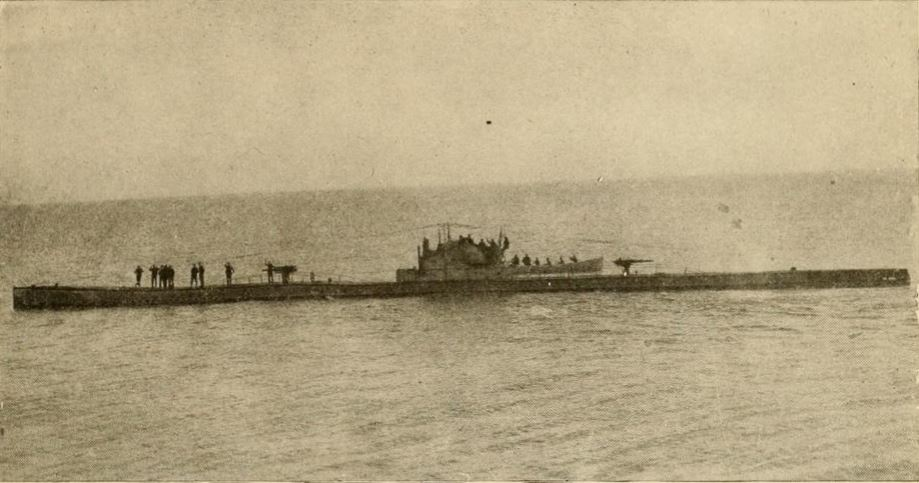
SM U 65

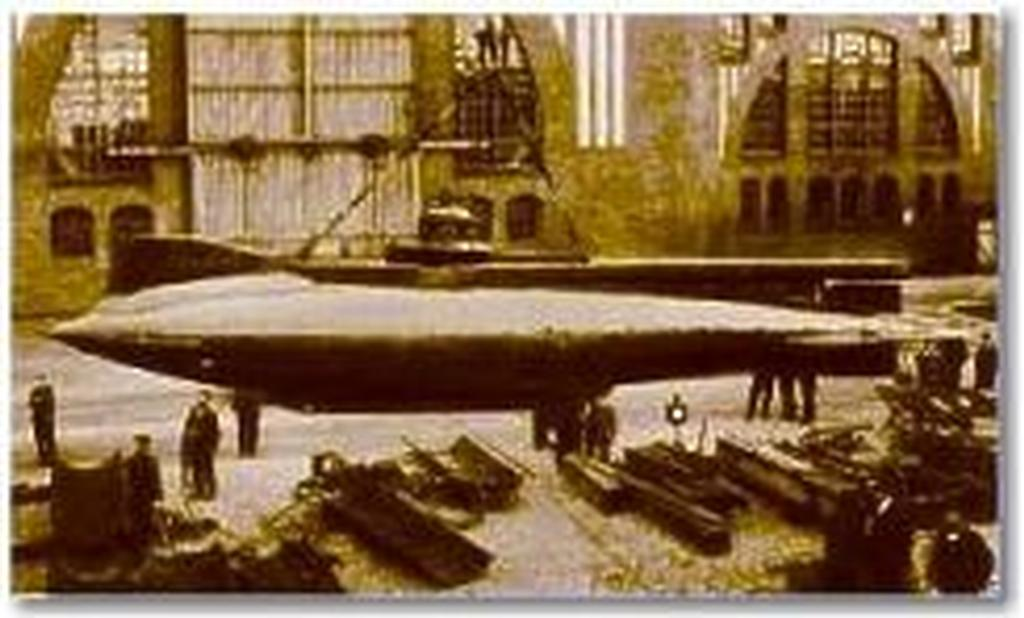
Ruská ponorka Forel

- Typ XVII (2 ks, další nedokončeny)
- Typ XIV (11 ks, nedokončeno)
- Typ X (8 ks)
- Typ VII (80 ks)
- Typ II (14 ks)
- Třída UC II (6 ks)
- Třída UB III (6 ks, 15 ks nedokončeno)
- Třída UB I (8 ks)
- Třída U 151 (8 ks)
- Třída U 142 (1 ks, 14 ks nedokončeno)
- Třída U 139 (3 ks)
- Třída U 127 (4 ks, nedokončeny)
- Třída U 93 (24 ks, další nedokončeny)
- Třída U 81 (6 ks)
- Třída U 66 (5 ks) – původně pro Rakousko-uherské námořnictvo
- Třída U 63 (3 ks)
- Třída U 51 (6 ks)
- Třída U 31 (11 ks)
- Třída U 23 (4 ks)
- SM U 16
- Třída U 5 (4 ks)
- SM U 2
- SM U 1

- Třída Ay (3 ks) – turecké námořnictvo
- Třída A (4 ks) – norské námořnictvo
- Atropo – italské námořnictvo
- Třída U 3 (2 ks) – Rakousko-uherské námořnictvo
- Třída Karp (3 ks) – ruské námořnictvo
- Forel – ruské námořnictvo

### Ostatní
- Seehund – miniponorky
- Hecht – miniponorky
- Kormoran – pomocný křižník

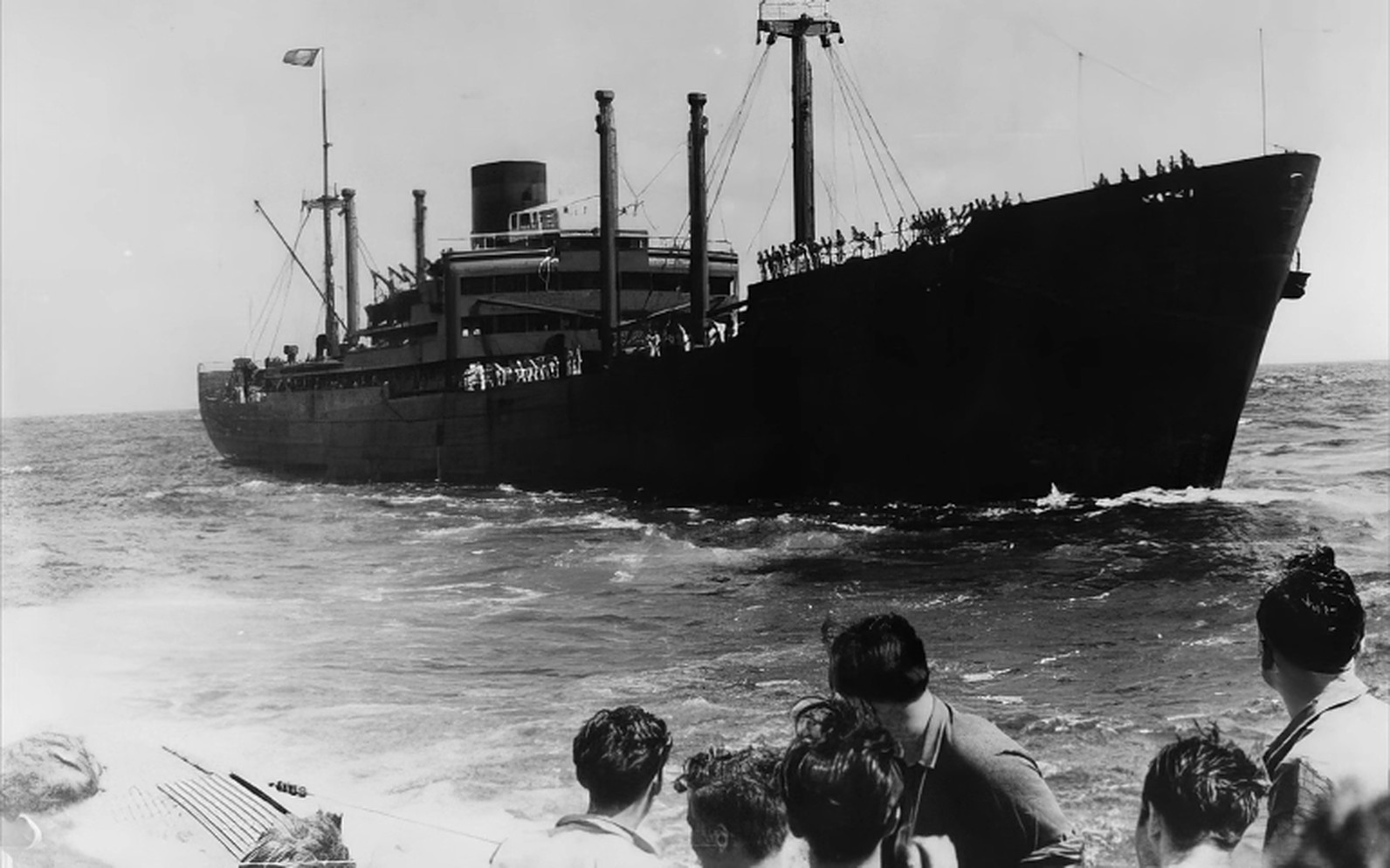
Kormoran

- Třída F (1935) – eskortní plavidla
- Nusret – minonoska, osmanské námořnictvo